# Маранди, Эви
Эви Маранди (наст. имя Εύη Μαράντη род. 7 августа 1941) — натурализованная итальянская актриса греческого происхождения. Её кинокарьера продолжалась с 1959 по 1974 год.

## Жизнь и карьера
Эви Маранди родилась в Афинах, в семье банкира. Изучив актёрское мастерство в актёрской студии в Нью-Йорке, Маранди в 1961 году переехала в Италию, , где стала звездой фильмов категории B и жанрового кино. Снималась под многочисленными псевдонимами: Evy Harandis, Evy Marandys, Evi Morandi.

## Избранная фильмография
- Месть варваров (1960)
- Totòtruffa 62 (1961)
- Leoni al sole (1961)
- Планета вампиров (1965)
- Агент 077: Ярость с Востока (1965)
- I figli del leopardo (1965)
- James Tont operazione U.N.O. (1965)
- Tres dólares de plomo ( (1965)
- Агент 3S3: резня на солнце (1966)
- Наши люди в Багдаде (1966)
- Goldface, the Fantastic Superman  (1967)
- Человек года (1971)